# Tithaeidae
Famille
Les Tithaeidae sont une famille d'opilions laniatores. On connaît plus de 40 espèces dans six genres.

## Distribution
Les espèces de cette famille se rencontrent en Asie du Sud-Est et en Asie de l'Est.

## Liste des genres
Selon World Catalogue of Opiliones (04/04/2023) :
- Istithaeus Roewer, 1949
- Kondosus Roewer, 1949
- Sterrhosoma Thorell, 1891
- Tithaeomma Roewer, 1949
- Tithaeus Thorell, 1890
- † Ellenbergellus Bartel, Dunlop, Sharma, Selden, Ren & Shih, 2021

## Systématique et taxinomie
Cette famille a été décrite par Sharma et Giribet en 2011.

## Publication originale
- Sharma & Giribet, 2011 : « The evolutionary and biogeographic history of the armoured harvestmen – Laniatores phylogeny based on ten molecular markers, with the description of two new families of Opiliones (Arachnida). » Invertebrate Systematics, vol. 25, no 2, p. 106–142.